# Холми (Свічинський район)
Холми́ (рос. Холмы) — селище у складі Свічинського району Кіровської області, Росія. Входить до складу Свічинського сільського поселення.
Населення становить 26 осіб (2010, 54 у 2002).
Національний склад станом на 2002 рік — росіяни 96 %.